# Ljubow Michailowna Pugowitschnikowa
Ljubow Michailowna Pugowitschnikowa (russisch Любовь Михайловна Пуговичникова, englische Transkription Lyubov Pugovichnikova; * 11. Mai 1958 im Rajon Anna, Oblast Woronesch, RSFSR) ist ehemalige sowjetische Radrennfahrerin.

## Sportlicher Werdegang
Pugowitschnikowa kam 1978 vom Skilanglauf zum Radsport, wo sie vorrangig auf der Straße aktiv war. 1983 wurde sie sowjetische Meisterin im Mannschaftszeitfahren. International trat sie nur in der Saison 1987 in Erscheinung. Neben einigen Radrennen in Frankreich nahm sie an den Straßenradsport-Weltmeisterschaften 1987 in Villach teil, wo sie mit dem sowjetischen Team im Mannschaftszeitfahren die Goldmedaille gewann.
1990 beendete Pugowitschnikowa ihr Studium an der Sporthochschule in Woronesch, wo sie seit ihrem Karriereende auch lebt.

## Ehrungen
- Meister der Sports der UdSSR internationaler Klasse
- Verdienter Meister des Sports Russlands

## Erfolge
1985
- Sowjetische Meisterin – Mannschaftszeitfahren

1987
- Weltmeisterin – Mannschaftszeitfahren (mit Tamara Poljakowa, Nadeschda Kibardina und Alla Jakowlewa)